# Sphaerostephanos diversilobus
Sphaerostephanos diversilobus är en kärrbräkenväxtart som först beskrevs av Karel Presl, och fick sitt nu gällande namn av Holtt. Sphaerostephanos diversilobus ingår i släktet Sphaerostephanos och familjen Thelypteridaceae. Inga underarter finns listade.